# Жуторепа туна
Жуторепа туна или туна жутоперка (лат. Thunnus albacares) врста је туне која настањује пелагијалне воде тропских и суптропских делова океана широм света.
Жуторепа туна се често продаје као ахи, од хавајског ʻahi, име које се тамо такође користи за блиско сродну великооку туну . Назив врсте, albacares („бело месо“) такође може довести до забуне: у неким језицима, албакор туна ( Thunnus alalunga ) представља засебну врсту, док је жуторепа туна званично названа albacore на француском, а португалски рибари жуторепу туну такође зову albacora.

## Опис
Жуторепа туна спада међу веће врсте туне, а достиже тежину од преко 180 килограма, али је значајно мања од атлантске и пацифичке туне плавоперке, које могу достићи више од 450 килограма, а нешто је мања од великооке туне и јужне туне плавоперке.
Друго леђно пераје и анално пераје, као и гребени између тих пераја и репа су јаркожуте боје, по чему је ова риба и добила назив. Друга леђна и анална пераја могу бити врло дугачка код одраслих примерака, досежући готово до самог реп и дају овој риби изглед српа или симитара. Пекторална пераја су такође дужа него код сродне туне плавоперке, али не тако дуга колико су дуга код албакора. Тело је веома тамне металик плаве боје, на трбуху се боја мења у сребрну, а има око 20 вертикалних линија.
У литератури се наводе јединке велике и до 2,4 метра и тешке преко 200 килограма. Рекорд Међународне асоцијације за спортски риболов за ову врсту износи 176 килограма, а реч је о јединки која је уловљена 1977. године у близини острва Сан Бенедикто у пацифичким водама Мексика. Током 2010. године уловљена је жуторепа туна тешка 184 килограма близу полуострва Доња Калифорнија, која је била дуга 2,2 метра и имала у пречнику нешто више од једног метра. Улов још чека на верификацију од стране Међународне асоцијације за спортски риболов. Године 2012, један рибар у Доњој Калифорнији уловио је жуторепу туну од 193 килограма. Ако овај улов званично потврди и одобри Асоцијација, рибар ће добити награду од милион америчких долара.

## Станиште
Жуторепа туна је епипелагијална риба која насељава мешовити површински слој океана изнад термоклине. Праћење радарима је утврдило да се жуторепа туна, иако углавном креће у првих 100 метара воденог стуба и релативно ретко рони на веће дубине, она је ипак способна да зарони до значајних дубина. Појединац означен у Индијском океану архивском ознаком, 85% свог времена провео је у дубинама мањим од 75 метара, али је забележено да је направио три зарона на 578, 982 и 1.160 метара. 

## Понашање
Иако се налази углавном у дубоким водама далеко од обале, жуторепа туна може прићи обали када постоје одговарајући услови за то. Острва у океанима, као што је Хавајски архипелаг, друге острвске групе у западном Тихом океану, Кариби и Малдиви, затим острва Индијски океан, као и вулканска острва Атлантика попут Асенсиона и Острва Свете Хелене, често представљају скровише жуторепе туне где се она храни мамцима риболоваца близу обале. Жуторепа туна може да залута на обале континенталног прага кад је температура погодна и када је бистра вода, а храна обилна.
Жуторепа туна често путује у јатима заједно са јединкама сличне величине. Понекад се окупља са другим врстама туне формирајући мешовита јата која се, поред јединки жуторепе туне, најчешће састоје и од туне пругавца. Често се повезују са разним врстама делфина или плискавица, као и са већим морским створењима попут китова и кит ајкула. Такође се повезују са плутајућим олупинама и деблима, а таговање јединки указује на то да неке јединке прате пловила у покрету.

## Исхрана
Исхрана ове туне се претежно састоји од других риба, пелагијалних ракова и лигњи. Као и све туне, њихов облик тела посебно је прилагођен брзом пливању, омогућавајући им да истрају и хватају брзо покретне мамце, попут летећих риба, морских паса и скуша. Често се хране рибама које се окупљају у јата, попут Myctophidae, сардела и сардина. Веће јединке жуторепе туне хране се мањим рибама из породице туна, попут туне пругавца и врсте Auxis thazard.
Са друге стране, жуторепа туна је чест плен других пелагијалних предатора, укључујући крупније туне, морске птице и грабљивице као што су ваху (Acanthocybium solandri), морски пас и плави марлин. Одраслима прете само највећи и најбржи ловци, попут китова зубана, посебно врста Pseudorca crassidens, потом пелагијални морски пси као што су маку ајкуле и велика бела ајкула, велики атлантски плави марлин, пацифички плави марлин и црни марлин. Главни извор смртности је, ипак, индустријски риболов.
Жуторепа туна је у стању да избегне већину грабљивица, јер су, за разлику од већине риба, туне топлокрвне животиње, а њихови топли мишићи чине их изузетно јаким пливачима, при чему жуторепута туна достиже „брзину до 50 миља на сат“. (Они могу пловити на огромна растојања, понекад прелазећи читаве океане.) 

## Комерцијални риболов
У оквиру модерног комерцијалног риболова, жуторепа туна се лови на велики број различитих начина и коришћењем разних мрежа. Током 2010. године у западном и централном Тихом океану уловљено је 558.761 тона жуторепе туне.

### Класичан риболов
Некада је већи део комерцијалног улова оствариван риболовом помоћу штапове, коришћењем живих мамаца као што су сарделе за привлачење јата туна близу рибарског брода које су потом узимане бамбуса или моткама од фибергласа. Овај риболов, који је циљао туне пругавце или повремено албакора, као и жуторепу туну за конзервирање, достигао је свој врхунац између Првог светског рата и 1950-их. Најпознатија флота са једрилицама пловила је из Сан Дијега  у Калифорнији и ловила у мексичким приобалним водама, као и даље на југ до Панаме, Костарике и острва Галапагос .
Оваква врста риболова на жуторепу туну се и данас обавља на Малдивима, у Гани, на Канарским острвима, Мадеири и Азорима. Малобројни бродови сада циљају на жуторепу туну, али је проценат улова на овај начин данас занемарљив у односу на укупни комерцијални улов. На Малдивима се углавном заједно лове жуторепа туна и туна пругавац.

### Ручне мреже
Овакав вид комерцијалног риболова на туне постао је популаран током 1960-их и 1970-их, а данас се на овај начин лови убедљиво највише туна и проценат комерцијалног улова је већи него било којом другом методом. Риболов помоћу ручних мрежа је првенствено развијен у Тихом океану, око Сан Дијега, на истоку Тихог океана и на острвима западног Тихог океана, где су се током 1980-их преселиле многе америчке фабрике за конзервирање туне, али значајне количине жуторепе туне се на овај начин лове и у Индијском океану и у тропском Атлантском океану, посебно у Гвинејском заливу, где их лове бројна француска и шпанска пловила.
Када је реч о овом начину лова, туне се проналазе помоћу бродских осматрачница, као што је то рађено и у класичном риболову на бродовима, али се овде такође користи софистицирана електронска опрема, мери се температура на површини мора и користе се други сателитски подаци, као и хеликоптере који лете изнад океана. Једном када се лоцира јато туна, мрежа се поставља око њега. Само једна велика мрежа је довољна да се ухвати око 100 тона туне. Савремени бродови који се користе за лов на туне имају капацитет до 2.000 тона, достижу брзину од преко 17 чворова и носе више хеликоптера за проналажење риба.
Овај начин лова на жуторепу туну постао је веома контроверзан крајем 1970-их када је постало очигледно да је рибарство на источном Тихом океану убило многе делфине и неке китове који се јављају заједно у јатима са жуторепом туном, што није непознаница, пошто је удруживање ових врста одавно познато комерцијалним риболовцима.

#### Означавање „делфин-пријатељски”
Од увођења „делфин-пријатељски” означавања, све већи број риболова ручним мрежама изводи се у подручјима у којима се налазе јата жуторепе туне без делфина, као и јата која се окупљају око пловних објеката, што је још једно удруживање које је дуго познато и које има све већи значај у лову на туне. Потоња пракса посебно има велики еколошки утицај због високог процента случајног улова, укључујући манта раже, морске корњаче, плаве ајкуле и друге угрожене морске врста уловљених постављањем мрежа око трупаца и других пловних објеката. Туне уловљене на овај начин су често знатно мање од туна које се крећу у јатима са делфинима. Ловљење огромног броја јувеничних јединки жуторепе и великооке туне које тек треба да достигну узраст за мрешћење има велике потенцијалне последице на смањење броја популација туна широм света.

### Палангра
Већина комерцијалног уловљене туне се конзервира, али тржиште сашимија додаје значајну потражњу за висококвалитетном рибом. Ово тржиште превасходно опслужују индустријски бродови који користе палангре за лов на туну.
Индустријски лов палангром су првенствено усавршили јапански риболовци који су се у касним педесетим и почетком 1960-их година проширили на нова подручја у Западном Тихом, Индијском и Атлантском океану. Палангре су од тада прихватили и други риболовци, од којих су најзначајније групе риболоваца у Јужној Кореји, Тајвану и Сједињеним Државама .
Паланграма се циљају веће туне тешке око 25 килограма и погодне за сашими које пливају дубље у воденом стубу. У тропским и топлим умереним подручјима, драгоценије су великооке туне, али значајан напор је усмерен и према већим жуторепим тунама. Лов паланграма захтева подручја веће продуктивности океана назначене температурним и хлорофилним фронтовима формираним упориштима, океанским струјама и главним батиметријским карактеристикама. Технологија сателитског снимања је главни алат за проналажење ових динамичних и стално мењајућих океанских подручја.
Случајан улов других врста је главни проблем заштите животне средине у риболову паланграма, а посебно погађа морске корњаче, пелагичне морске псе и морске птице.

### Занатски риболов
Осим индустријског риболова великих обима, жуторепа туна се такође лови и у оквиру занатског риболова мањег обима, који генерацијама често опслужује домаћа тржишта. Занатски риболов се сада често користи за опслуживање уносног тржишта сашимија на многим локацијама где је могућа међународна авионска испорука.
Највећи риболов који у последње време користи занатске методе постоји у филипинским и индонежанским водама, где хиљаде риболоваца циљају жуторепу туну око уређаја за скупљање рибе, мада је овај риболов далеко већи од занатских размера у погледу уловљене тонаже и броја учесника, и требало би га сматрати комерцијалним риболовом. Генерал Сантос најзначајнија је филипинска лука за искрцавање и претовар улова. Улови који су довољно доброг квалитета за сашими углавном се шаљу на јапанско тржиште; они који не задовољавају ове услове продају се локално или се конзервирају. Другде на Тихом океану, рибари са малим чамцима на Хавајима, на Тахитију и другим пацифичким острвима опслужују локална, а понекад и страна тржишта, свежом жуторепом туном.
Жуторепа туна уловљена руком један је од ретких извоза економије острва Свете Хелене .

## Спортски риболов
Жуторепа туна је вероватно први пут привукла пажњу спортских риболоваца када се појавила на острву Каталина, у Калифорнији, само неколико година након што су риболовци изумели спортски риболов, циљајући пацифичку плавооку туну. Ове туне су ловљене у оквиру комерцијалног риболова у Јапану и у западном Пацифику, али разлог њихове појаве тада није био познат. Касније је откривено да топлије водене врсте, попут жуторепе туне, врсте Coryphaena hippurus и пругастог марлина, улазе у воде јужне Калифорније у сезонама које имају повољне океанске услове, нарочито током феномена Ел Нињо, који доноси топлију воду на западне обале Северне Америке.
Жутореп туну су накнадно открили спортски риболовци на Бермудама, Бахамима, Хавајима и многим другим деловима њиховог ареала. Веће одрасле рибе које су развиле изразито дугачка пераја, у почетку су сматране другачијом врстом и биле су познате као алисон туна (име које је 1920. године дао тадашњи кустос Бермудског акваријума, Луис Маубреј). Дестинације попут Хаваија и Бермуда постале су познате по томе што се тамо могу уловити ове прекрасне рибе.
Данас је жуторепа туна главна спортска риба коју спортски риболовци лове у многим деловима света. Хиљаде риболоваца лови ову рибу уз источну обалу Сједињених Држава, посебно у Северној Каролини и Новој Енглеској. Жуторепа туна је такође популарна риба међу риболовцима Мексичког залива, Сан Дијега и других лука јужне Калифорније. Већи бродови „дугог досега“ у флоти Сан Дијега такође лове рибу у мексичким водама. Жуторепа туна је такође веома цењени улов у морском спортском риболову Јужне Африке, Аустралије и Новог Зеланда. Спортски риболов на жуторепу туну постоји у мањем обиму у многим другим деловима света.

## Кухиња
Према хавајском водичу за куповину морских плодова, жуторепа туна се широко користи у јелима од сирове рибе, посебно за сашими. Ова риба је такође одлична за роштиљ. Жуторепа туна се често послужује осушена.
Купци жуторепе туне препознају две класе, „сашими класу“ и „остале рибе“, мада постоје разлике у квалитету и ових осталих риба.
Различити водичи за одрживост морских риба доводе до различитих закључака о томе да ли је риболов на жуторепу туну одржив. Одобонов водич (водич за то које врсте морских прехрамбених производа нису еколошки прихватљиви) наводи да жуторепу туну и као "ОК" и као "бити опрезан", све у зависности од начина на који је ова риба уловљена. [11]
Жуторепа туна постала је популарна замена за атлантску туну плавоперку чији је број јединки у огромном паду.
Greenpeace International је 2010. године додао жуторепу туну на своју црвену листу морских плодова. Црвена листа морских плодова ове организације је „листа риба које се обично продају у супермаркетима широм света и које имају веома висок ризик да буду истребљене због неодрживог риболова“.
- Рибарски брод постављен за хватање жуторепе туне
- Рибар прави филете од жуторепе туне
- Пржена жуторепа туна
- Стек жуторепе туне